# San Felíu de Guixols
San Felíu de Guixols (oficialmente en catalán: Sant Feliu de Guíxols [ˈsaɱ fəˈliw ðə ˈɣiʃuls]) es una ciudad catalana del Bajo Ampurdán, en la provincia de Gerona. El municipio se encuentra en la Costa Brava a orillas del mar Mediterráneo y cuenta con una población de 23 050 habitantes (INE 2024).

## Toponimia
El nombre de la localidad puede aparecer referido en castellano como San Felíu de Guixols, San Feliú de Guíxols  o San Félix de Guijoles. Sin embargo, el único nombre oficial y de vigencia legal es Sant Feliu de Guíxols, que en catalán se pronuncia de la siguiente manera: [ˈsam fəˈɫiw ðə ˈɣiʃuɫs].

## Geografía
El municipio de Sant Feliu de Guíxols se sitúa en la Costa Brava centro, entre los municipios de Castillo de Aro y Santa Cristina de Aro. La cabeza de municipio se enclava en la bahía de Sant Feliu, entre los cerros de San Telmo y de Forques. Se encuentra rodeada de colinas y bosques de pinos, encinas y alcornoques.
Su clima es mediterráneo y las temperaturas suaves todo el año.
Núcleos de población
San Felíu de Guixols está formado por ocho núcleos o entidades de población:
| Entidad de población | Habitantes (2014) |
| -------------------- | ----------------- |
| Las Baterías         | 52                |
| Casa Nueva, La       | 65                |
| Mas Trempat, El      | 31                |
| Pedralta             | 37                |
| Puntabrava           | 8                 |
| San Amancio          | 146               |
| San Felíu de Guixols | 19 901            |
| Villar de Aro, El    | 78                |

## Historia
Ha contribuido a la notoriedad de la población Carmen Cervera, que posee un chalé en el municipio desde hace décadas y está impulsando la creación de un museo en el monasterio de San Felíu de Guixols, construido en 1723 por monjes benedictinos.

## Demografía
San Felíu de Guixols cuenta con una población de 23 050 habitantes (INE 2024).
| Gráfica de evolución demográfica de San Felíu de Guixols entre 1842 y 2021                                          |
| |
| Población de derecho según los censos de población del INE Población de hecho según los censos de población del INE |

## Administración y política
| Periodo   | Nombre                                        | Partido |
| --------- | --------------------------------------------- | ------- |
| 1979-1983 | Manuel Monfort hasta 1980, Josep Vicente Romà | PSC     |
| 1983-1987 | Josep Vicente Romà                            | PSC     |
| 1987-1991 | Josep Vicente Romà                            | PSC     |
| 1991-1995 | Antoni Juanals                                | PSC     |
| 1995-1999 | Antoni Juanals                                | PSC     |
| 1999-2003 | Joan-Alfons Albó                              | CiU     |
| 2003-2007 | Miguel Lobato Cárdenas                        | CiU     |
| 2007-2011 | Pere Albó Marles                              | PSC     |
| 2011-2015 | Joan Alfons Albó                              | CiU     |
| 2015-2019 | Carles Motas López                            | TSF     |
| 2019-2023 | Carles Motas López                            | TSF     |
| 2023-act. | Carles Motas López                            | TSF     |

## Economía
La ciudad de San Felíu fue uno de los centros más importantes de la industria del corcho bajoampurdanesa y hasta la crisis de la década de 1930 supuso la actividad económica dominante. A partir de los años 1950 San Felíu de Guixols se incorporó de lleno al turismo que en esta ciudad tiene un marcado carácter familiar. En la actualidad el turismo se ha convertido sin duda en la actividad principal aunque la ciudad mantiene aún actividad en el sector del corcho. Es una población con una excelente oferta de servicios: centros comerciales, bares, restaurantes, entre otros. Incluso llegó a existir en la localidad una plaza de toros. Es muy concurrido el mercado[cita requerida] que se celebra todos los domingos y que se remonta siglos atrás.

## Comunicaciones

### Carretera
El principal acceso a la ciudad es por carretera. La carretera general C-65 permite el enlace con la autovía C-31 para después conectar con la autopista del Mediterráneo, el eje viario principal de Cataluña. Existen dos salidas -San Feliu Norte y Sur- para acceder a la ciudad. Igualmente, la carretera C-253 facilita la comunicación de la ciudad con las localidades vecinas, como Sagaró, Playa de Aro o Palamós, de la misma manera que la GI-682 conecta San Felíu de Guixols con Tosa de Mar. Varias líneas de autobuses interurbanos comunican San Felíu de Guixols con Gerona y otros municipios cercanos, así como con el aeropuerto de Barcelona-El Prat.

### Aeropuerto
Los aeropuertos más próximos son Gerona-Costa Brava (a 31 km) y Barcelona-El Prat (a 119 km).

### Puerto marítimo
San Feliu de Guíxols dispone de un puerto deportivo con 790 amarres (2016). Asimismo cuenta con una dársena pesquera para diecisiete embarcaciones.

### Ferrocarril
La estación más cercana es la de Caldas de Malavella (trenes regionales y media distancia), a 20 kilómetros. La estación del AVE más próxima es la de Gerona, a 34 km.
Hasta 1969 el municipio dispuso de conexión ferroviaria con Gerona por medio de un ferrocarril de vía estrecha (75 cm) construido en el 1892 y que atravesaba la planicie selvatana del Gironés y el Valle de Aro. El viaje de Gerona a San Felíu duraba casi dos horas. Actualmente, el recorrido de dicha línea conforma la Vía Verde del Carrilet, una ruta ciclable de 39,7 km entre San Felíu de Guixols y Gerona.

## Monumentos y lugares de interés
- Monasterio de San Felíu de Guixols. Desde 968 hasta el siglo XX, ha sufrido muchas remodelaciones a lo largo de los siglos. Actualmente, el conjunto histórico está formado por partes de distintas épocas y estilos, de las cuales destacan, cronológicamente:

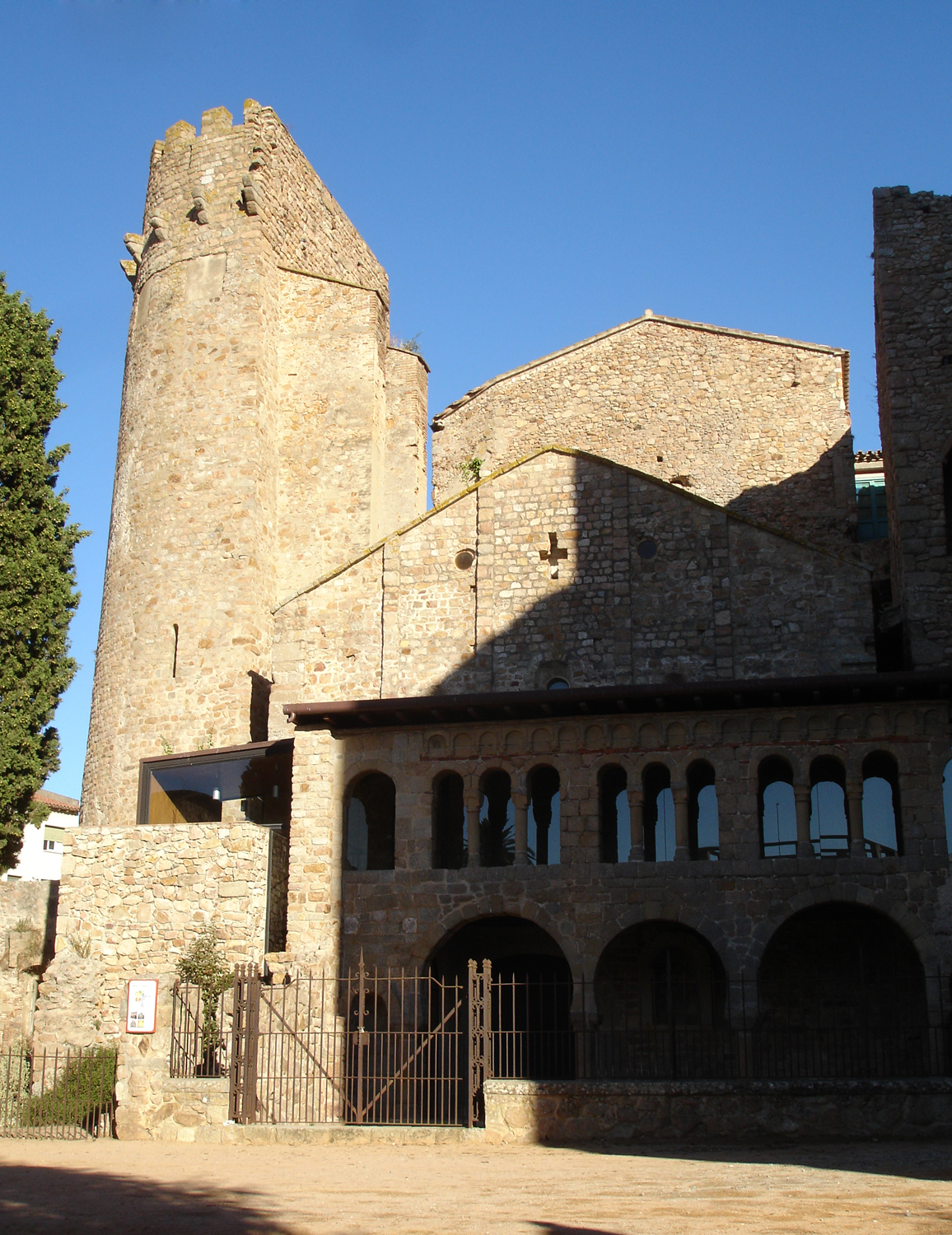
San Feliu de Guíxols y Porta Ferrada

- Porta Ferrada. Así llamados los restos de un edificio que se cree fue el palacio de un abad.
- Monasterio románico, del siglo X.
- Torre de Fum, de los siglos X-XII.
- Iglesia gótica, de los siglos XIV-XV.
- Sacristía, de los siglos XVI-XVII.
- Arco de San Benito, del siglo XVIII.
- Ermita de San Telmo. Capilla de 1723 construida sobre los restos del antiguo castillo de defensa. En ella se celebró una misa por el difunto barón Hans Heinrich Thyssen-Bornemisza. Se puede disfrutar de una vista panorámica de toda la costa, desde ese mirador se cree que el periodista Ferran Agulló tuvo la idea de bautizar la Costa Brava con ese mismo nombre.
- Pedralta. Se trata de la piedra basculante más grande de Europa. Se sitúa entre los términos municipales de Santa Cristina de Aro y San Felíu de Guixols.
- El paseo marítimo. Abierto en el 1833 entre la antigua ciudad medieval y la playa, poco a poco este gran espacio urbano organizado en forma de paseo con árboles plataneros se fue llenando de casas señoriales que sustituyeron las antigua casas medievales de los pescadores. Pueden contemplarse aún antiguas mansiones como la Casa Patxot (sede de la Cámara de Comercio de la ciudad). La configuración de un paseo eminentemente burgués permanece en su más fundamental esencia. Es considerado uno de los paseos más hermosos de la costa mediterrànea y sin duda uno de los más amplios y señoriales.

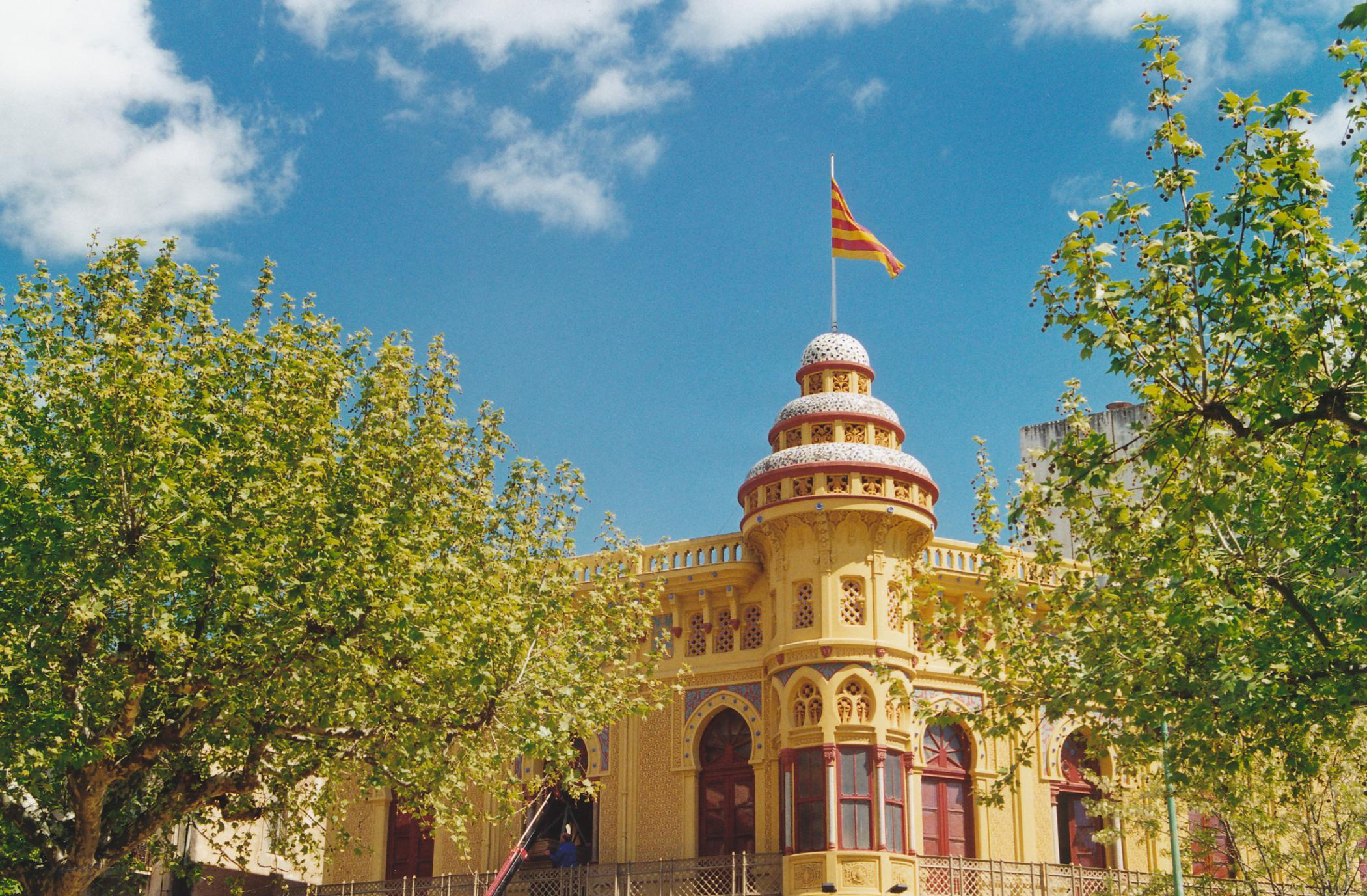
Nou casino La Constància

- Casino La Constància. Institución alojada en un inmueble modernista mozárabe, más conocida por el sobrenombre de casino dels nois. El edificio del casino fue construido por el arquitecto General Guitart en 1888.

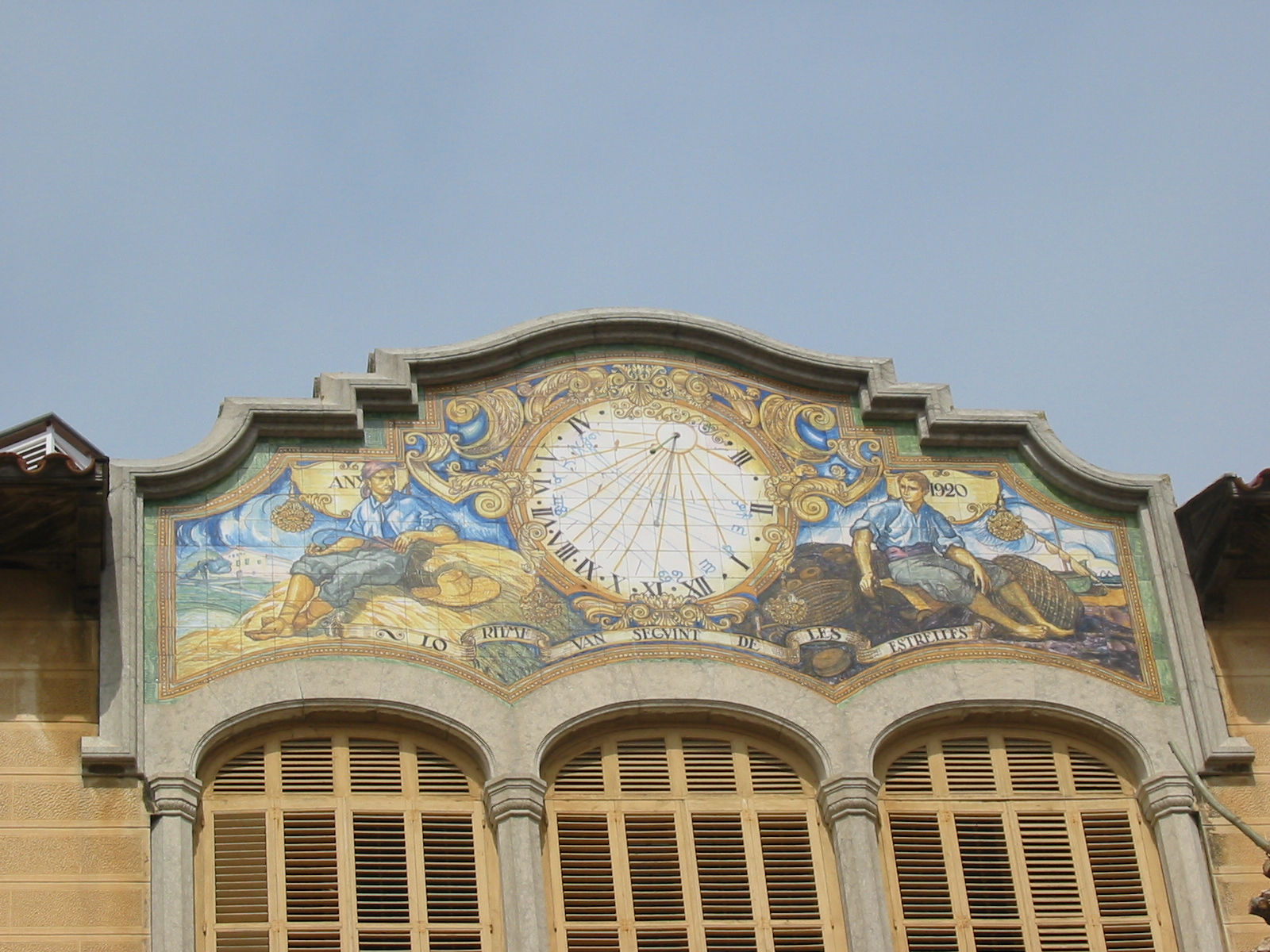
Reloj de sol de la casa Patxot

- Casa Patxot. Situada en el número 40 del paseo del Mar. Casa del rico industrial Rafael Patxot fue levantada entre 1917 y 1920 por el arquitecto Albert Juan i Torner. Se trata de la casa señorial conservada más relevante y lujosa de la ciudad. Durante largo tiempo la casa acogió un observatorio astronómico del mismo Patxot. Actualmente acoge la Cámara de Comercio, Industria y Navegación de Sant Feliu de Guíxols.
- Casas señoriales. Al mismo tiempo que la ciudad tenía una cada vez más pudiente burguesía dedicada al sector del corcho, Sant Feliu de Guíxols vio aparecer grandes casas señoriales en los lugares con más encanto de la ciudad. De entre estas construcciones, destaca la casa Albertí (final del siglo XIX), la casa de la Campana (1911), la casa Gaziel (1880), la casa Girbau (1910), la casa Maynegre (1898), la casa Maruny (1909), la casa Pecher (1894), la casa Ribot (1904), la casa Sala (1904) o la casa Sibils (1892).
- Casa consistorial. Construida en el 1547, de formas sobrias y con un estilo gótico muy tardío en un momento en el cual se construía con los cánones renacentistas, el Ayuntamiento de la ciudad ha sobrevivido a todas las destrucciones bélicas y a la especulación inmobiliaria. El edificio actual tiene añadida una torre levantada en el 1847 y una ampliación posterior de las décadas de 1940 y 1950.
- Antigua estación de tren. La estación terminal de la línea ferroviaria de San Felíu de Guixols a Gerona fue construida entre 1889 y 1892 por los arquitectos Rafael Coderch y Gabriel March en un estilo neoclásico industrial austero. Símbolo del progreso durante mucho tiempo, sirvió hasta el 1969, año en el cual se clausuró la línea. Hoy en día se utiliza como escuela pública, llamada Col·legi L'Estació.

## Cultura

### Fiestas
- El Carnaval: La ciudad de San Felíu está enclavada en una zona conocida por sus celebraciones del carnaval, que tienen lugar en el mes de febrero. Los Carnavales se celebran en esta localidad desde hace décadas constituyendo una segunda fiesta mayor de la ciudad.
- Festival Internacional de la Porta Ferrada: Instituido en 1958, es el más antiguo de Cataluña. se celebra en diferentes ubicaciones de la ciudad - monasterio, puerto, teatro - auditorio municipal. Con los años ha ido aumentando en importancia internacional y es uno de los principales festivales de Cataluña. Engloba teatro, música y danza. Suele realizarse en verano.
- Fiesta Mayor: Fiesta tradicional llamada en catalán Festa Major de las poblaciones catalanas celebrada, en este caso, el día 1 de agosto. Es la fiesta popular principal de San Felíu.

## Hermanamientos
San Felíu de Guixols está hermanada con las siguientes ciudades:
- Mindelheim (Alemania, desde 1994)
- Schwaz (Austria)
- Verbania (Italia, desde 1994)
- Bourg-de-Péage (Francia, desde 1967)
- East Grinstead (Reino Unido)